# Walter Bora
Walter Bora, Bora-C, Bora-R a Bora-RC byly československé devítiválcové vzduchem chlazené hvězdicové motory pro pohon lehkých sportovních a dopravních letadel. Byly vyvinuty ve 30. letech 20. století a byly vyráběny Akciovou společností Walter, továrnou na automobily a letecké motory v Praze-Jinonicích od roku 1934. O rok později (1935) byly dány do výroby upravené verze Walter Bora II a Walter Bora II-R.

## Vznik a užití

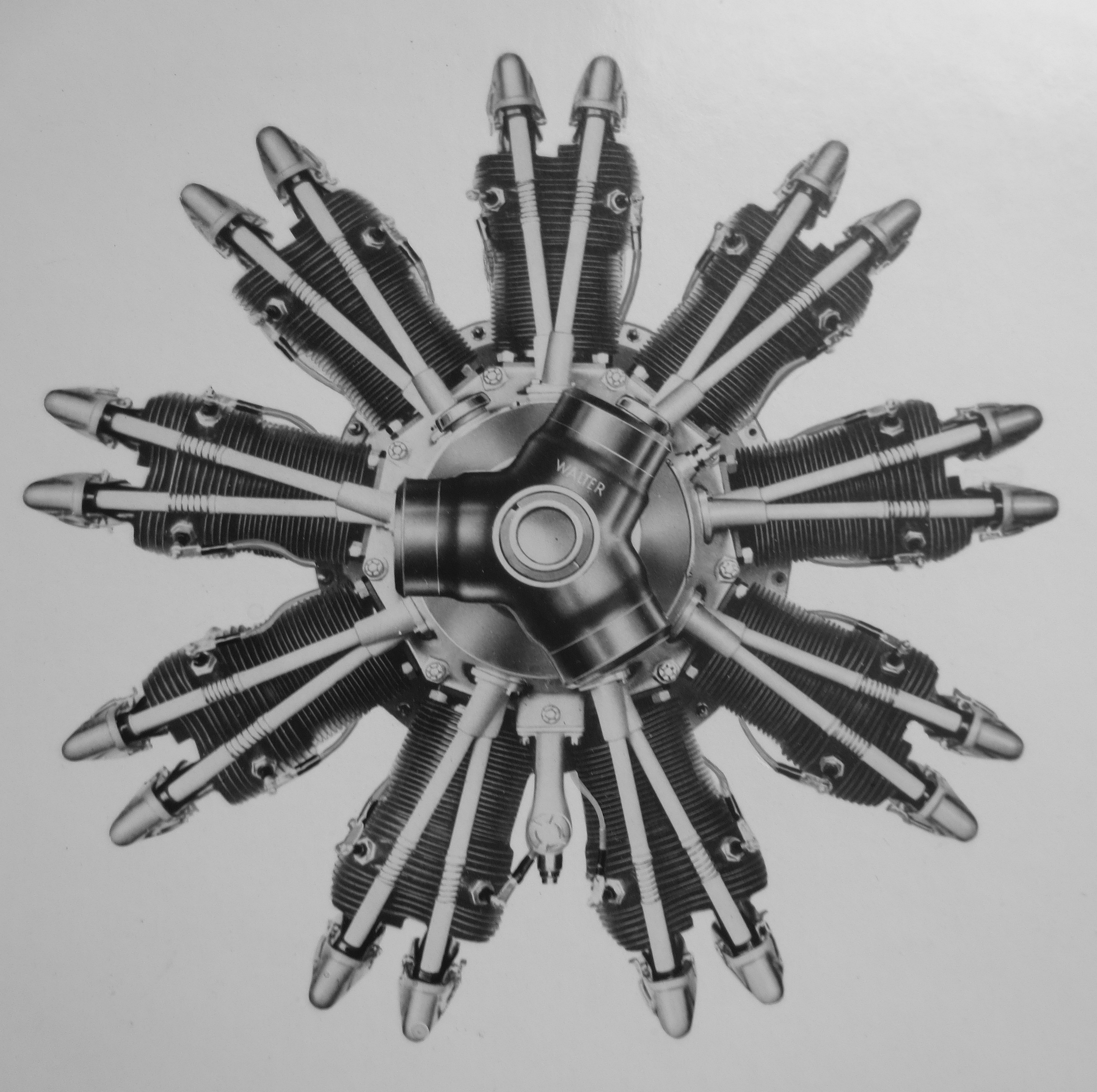
Walter Bora (1934) z katalogu Walter

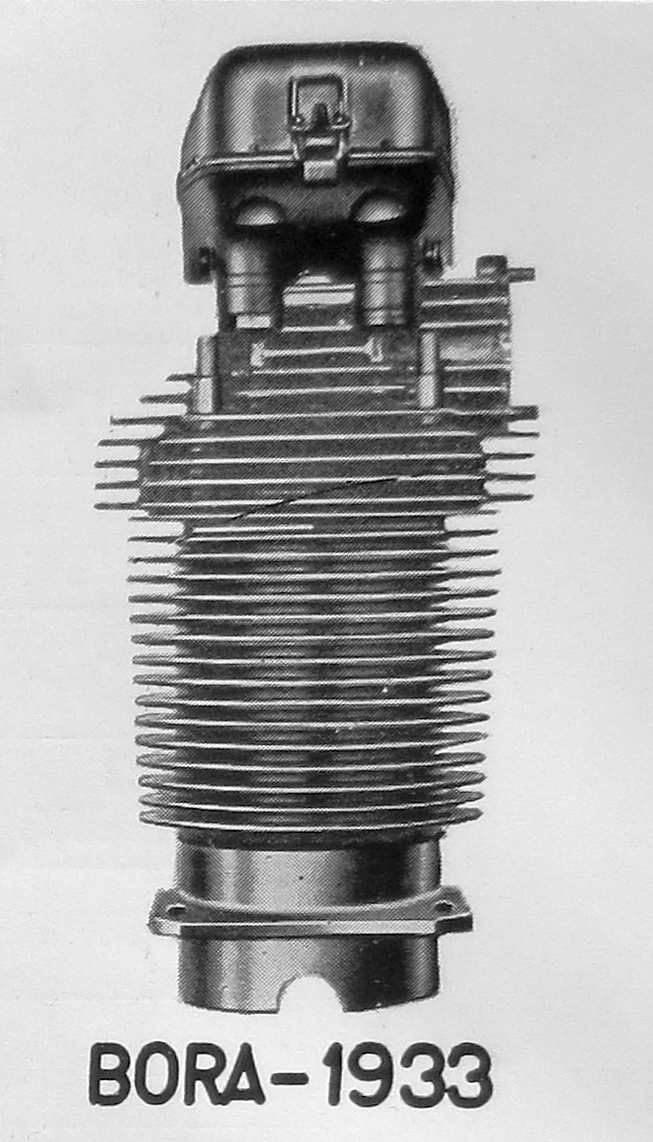
Walter Bora (detail válce)

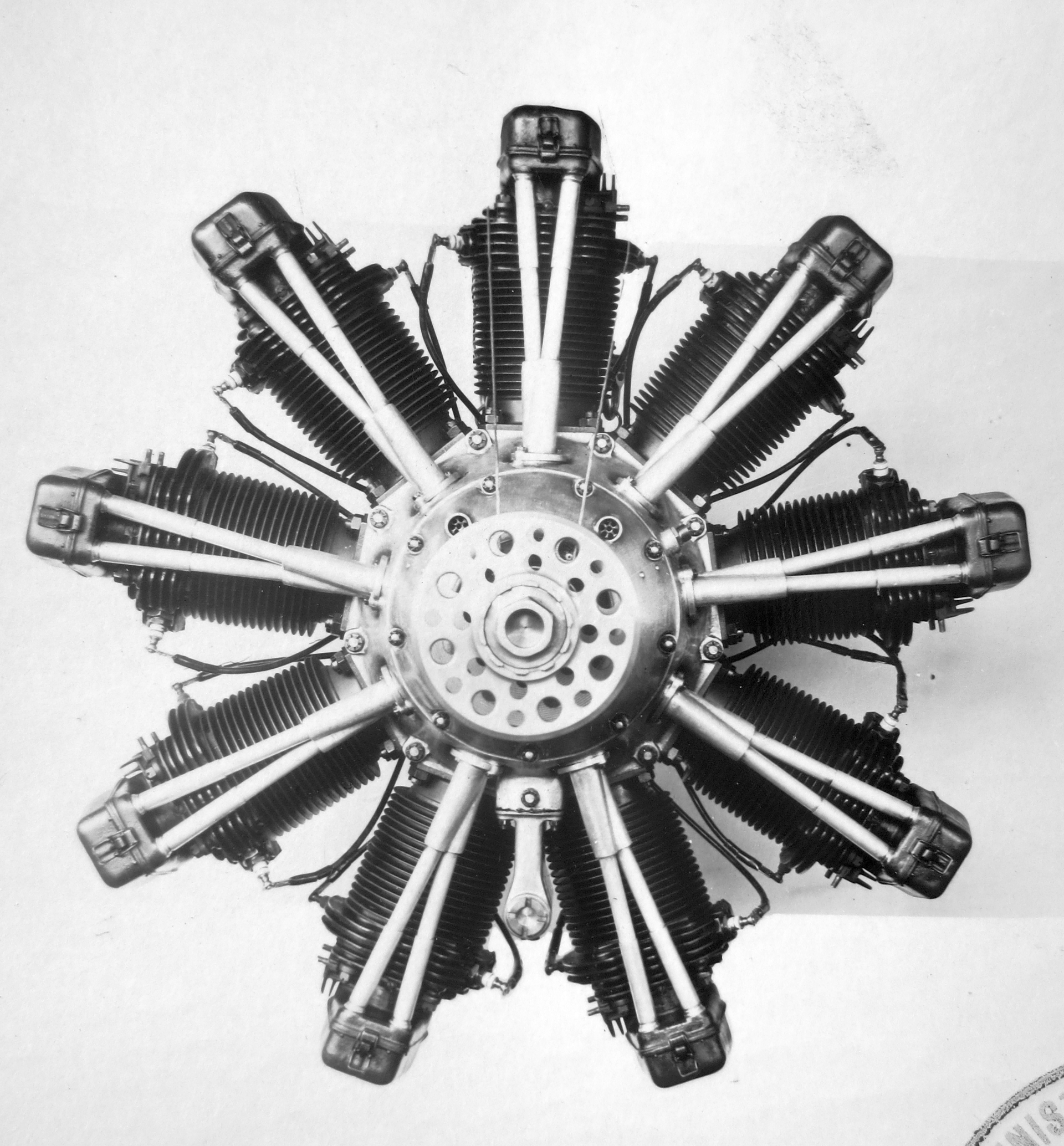
Walter Bora-C (1934) z katalogu výrobce

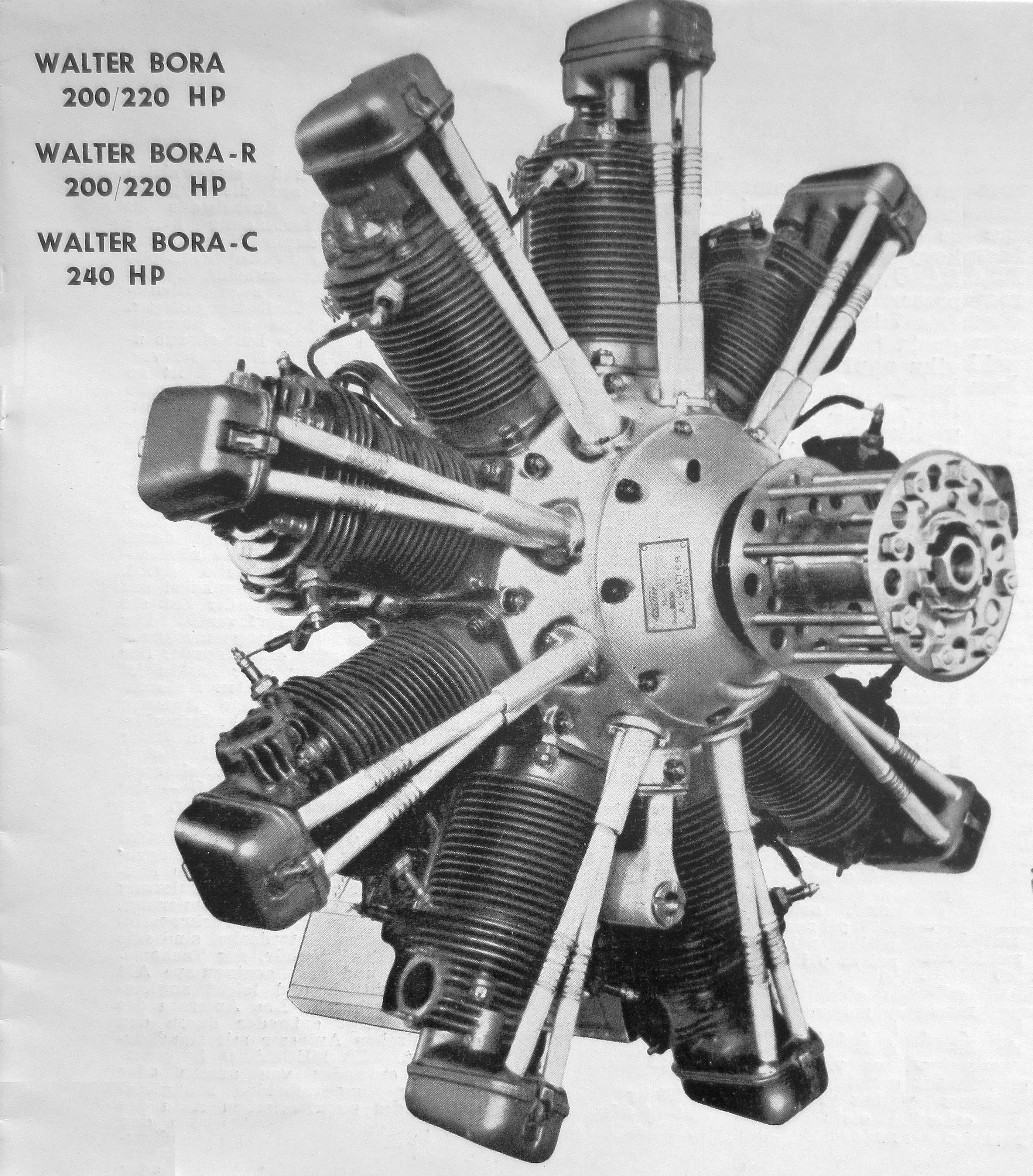
Walter Bora, Bora-R, Bora-C (1934)

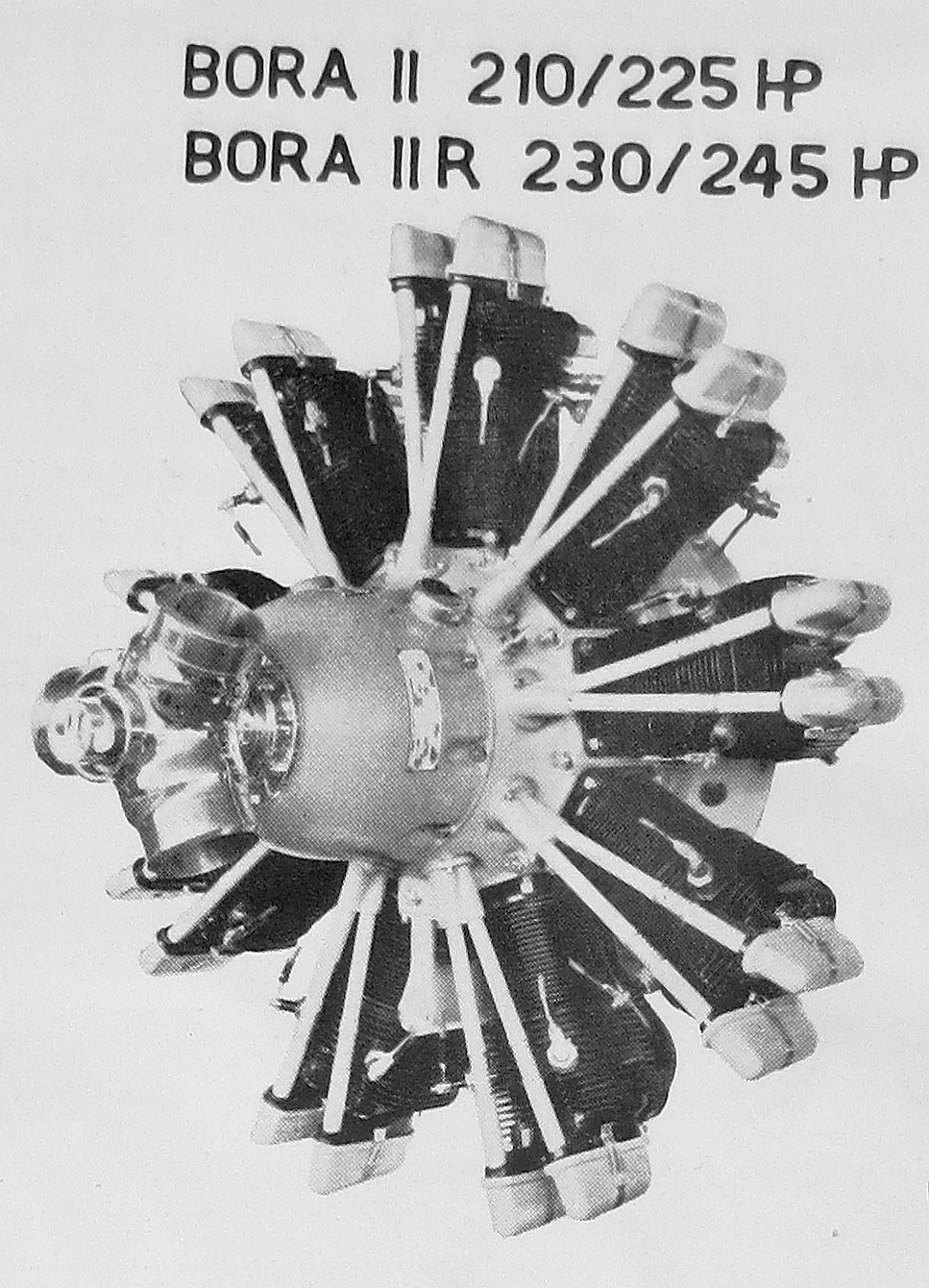
Walter Bora II a II-R (1935)

Walter Bora byl nástupcem motoru Walter Gemma (1933–1939), Walter Mars (1929–1932) a původního základního motoru řady NZ, motor Walter NZ-120 (1927–1931) konstruktérů Nováka a Zeithammera. Na vlastní modifikaci původních motorů NZ-120, Mars a Gemma se již nepodílel ing. Jan Novák, který v roce 1927 odešel do Škodovky, ani ing. Zeithammer.
Walter Bora byl devítiválcový, hvězdicový motor s vrtáním 105 mm a zdvihem 120 mm. Byl vyráběn ve 4 alternativách. Jednak s nízkootáčkovým kompresorem v sání, buď bez reduktoru anebo s reduktorem (převod 3 : 2) a jednak s vysokootáčkovým rotačním kompresorem bez reduktoru a s reduktorem. Tyto 4 varianty odpovídaly trojímu aplikačnímu určení. Motor Bora bez kompresoru byl určen pro sportovní a rychlá dopravní letadla, motor Bora s kompresorem pro závodní a zvláště rychlá sportovní letadla a také pro vojenská a cvičná akrobatická letadla a konečně verze s reduktorem pro jedno- a vícemotorová dopravní letadla. Mohl být použit v tažné i tlačné aplikaci.
Základní verze označovaná Bora I, jejíž homologace byla odjeta ve dnech 20. 9. – 5. 10. 1933, měla nominální výkon 200 k (147,1 kW) a maximální výkon 220 k (161,8 kW) při hmotnosti jen 165 kg. Ministerstvo veřejných prací výnosem č.j. 13b915/2-60.778 ai 1933 ze dne 10. října 1933 homologovalo tento motor k používání při mezinárodních letech. Byl to jeden z nejlehčích a nejvýkonnějších motorů ve své objemové kategorii bez kompresoru. U motoru označovaného Bora C s nuceným plněním válců kompresorem byl nominální, pozemní výkon zvýšen na 240 k (176,5 kW) při hmotnosti motoru 175 kg. Tyto dva motory společně s motorem Walter Gemma (150 k) tvořily skupinu, která se vyznačovala stejným upevněním na lože do draku letounu, a téměř stejnými vnějšími rozměry a hmotností. To dovolovalo beze změn na loži a konstrukci letounu záměnu těchto motorů navzájem. Tato postupka výkonů 150 – 200 – 240 k umožňovala i postupný stupeň výcviku pilota od elementárního až po akrobatický výcvik.
Specifický objemový výkon (poměr maximálního výkonu k objemu válců) u motoru bez kompresoru (Bora I) činil 23,5 k/l a u motoru (Bora C) s kompresorem 28,3 k/l. V obou případech při poměrně nízkých otáčkách, což přispívalo k vysoké spolehlivosti motoru. Ze své podstaty měl devítiválcový motor rovnoměrný chod a malou čelní plochu, což příznivě ovlivňovalo malý čelní odpor. Ten mohl být ještě ponížen použitím prstencovým krytu Townend popř. NACA.
Dvoudílná kliková skříň odlitá ze slitiny hliníku se skládala z vlastní skříně, z komory kompresoru odlité z elektronu a ze skříně pohonů. Obě poloviny skříně společně s komorou kompresoru byly sešroubovány 9 šrouby, z nichž 8 sloužilo k upevnění motoru na motorové lože. Ocelové oběžné kolo kompresoru bylo poháněno od klikového hřídele soukolím s jednou předlohou a s odpérovaným hnacím kolem na klikovém hřídeli, čímž bylo chráněno před nežádoucími vibracemi. Na ocelové, kované válce byla nalita hliníková chladicí žebra. Do hlavy byla zaválcována sedla ventilů z bronzu. Dvoudílný klikový hřídel byl vykován z chromniklové oceli Poldi-Victrix-Special.
Karburátor Stromberg NAR 62 (Bora I) resp. Stromberg NAR 68 (Bora C) připravoval palivovou směs, která byla vedena do spirálové komory. Ta ústila do kruhové sací komory, kde byl buď nízko otáčkový kompresor anebo vysoko otáčkový rotační kompresor poháněný soukolím s převodem 7:1, později 8,3:1. Zapalování bylo dvojité, navzájem nezávislé. Obě magneta Scintilla (MN9-DF 1) byla uložena na zadním víku motoru. Zapalovací svíčky byla od firmy Lodge. Na zadním víku byly přehledně uloženy a dobře přístupny náhony a příslušenství, náhon otáčkoměru 1:2 a palivové čerpadlo AM00. Spouštění motoru se provádělo buď ručně mechanickým spouštěčem Walter Mechano 4 (roztáčení bylo možné buď vně stroje anebo z kabiny) anebo pneumatickým spouštěčem VIET, který délku motoru prodloužil o cca 100 mm.
Jako třetí a čtvrtou v pořadí představila jinonická továrna v červnu 1934 verzi Bora R s reduktorem a verzi Bora RC. Použití reduktoru umožnilo podstatné navýšení otáček motoru a následkem toho i zvýšení výkonu při zachování nízkých otáček vrtule. V této úpravě při mírném zvýšení hmotnosti na 172 kg dával motor Bora nominálním výkon 235 k (172,8 kW) a maximální výkon 244 k (179,4 kW), což odpovídalo specifické objemové max. výkonnosti 26,1 k/l (19,2 kW/l) a specifické hmotnosti 0,7 kg/k (1 kg/kW). Satelitový reduktor vlastní konstrukce Walter se vyznačoval nízkou hmotností a vysokou účinností. Soukolí se skládalo z hnacího kola na hřídeli motoru, pevného ozubení ve skříni reduktoru a tří satelitů, uložených ve volných pouzdrech. Kolo na hřídeli motoru i ozubení ve skříni byly uloženy způsobem, který umožňoval automatické vyrovnávání záběru všech tří satelitů. Přední konec hřídele vrtule byl opatřen normalizovaným drážkováním SAE, na kterém bylo nasazeno hnací kolo reduktoru s tím, že v dutině hřídele bylo pouzdro ve kterém byla uložena zadní část hřídele reduktoru.
V roce 1935 byl motor mírně inovován na verzi Walter Bora II a na verzi s reduktorem Walter Bora II-R. Tyto modely měly zvýšený výkon, kompresní poměr ale i hmotnost. V poslední reduktorové verzi Walter Bora II-R z roku 1935 měl zvýšený nominální, jmenovitý výkon na 230 k při 2400 ot/min. Po homologaci Bora II a II-R, která proběhla v roce 1935, byl používán v československých i zahraničních letadlech, obdobně jako jeho předchůdce Walter Bora. Nástupcem řady motorů Walter Bora byl poslední devítiválec s vrtáním 105 mm Walter Scolar z roku 1936. Ten, oproti svým předchůdcům, měl „zkrácený“ zdvih na 100 mm.
Počty vyrobených motorů Walter Bora oficiální statistiky neuvádějí, ale zřejmě se jednalo jen o desítky kusů. Tuto úvahu zpřesňuje jiný zdroj na 20 vyrobených motorů. Motor Walter Bora II-R je vystaven v Leteckém muzeu Kbely.

## Použití

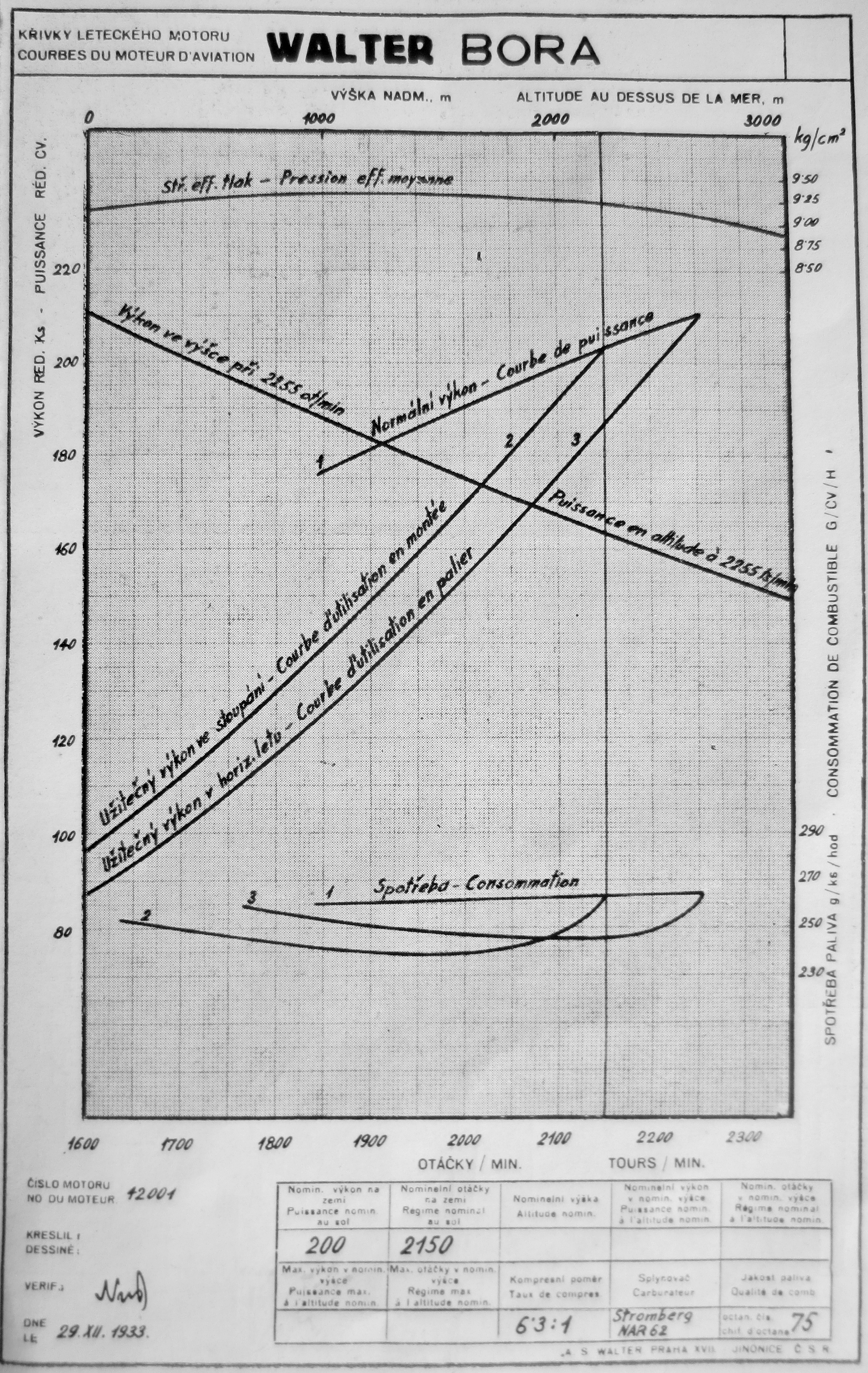
Walter Bora, charakteristiky (1934)

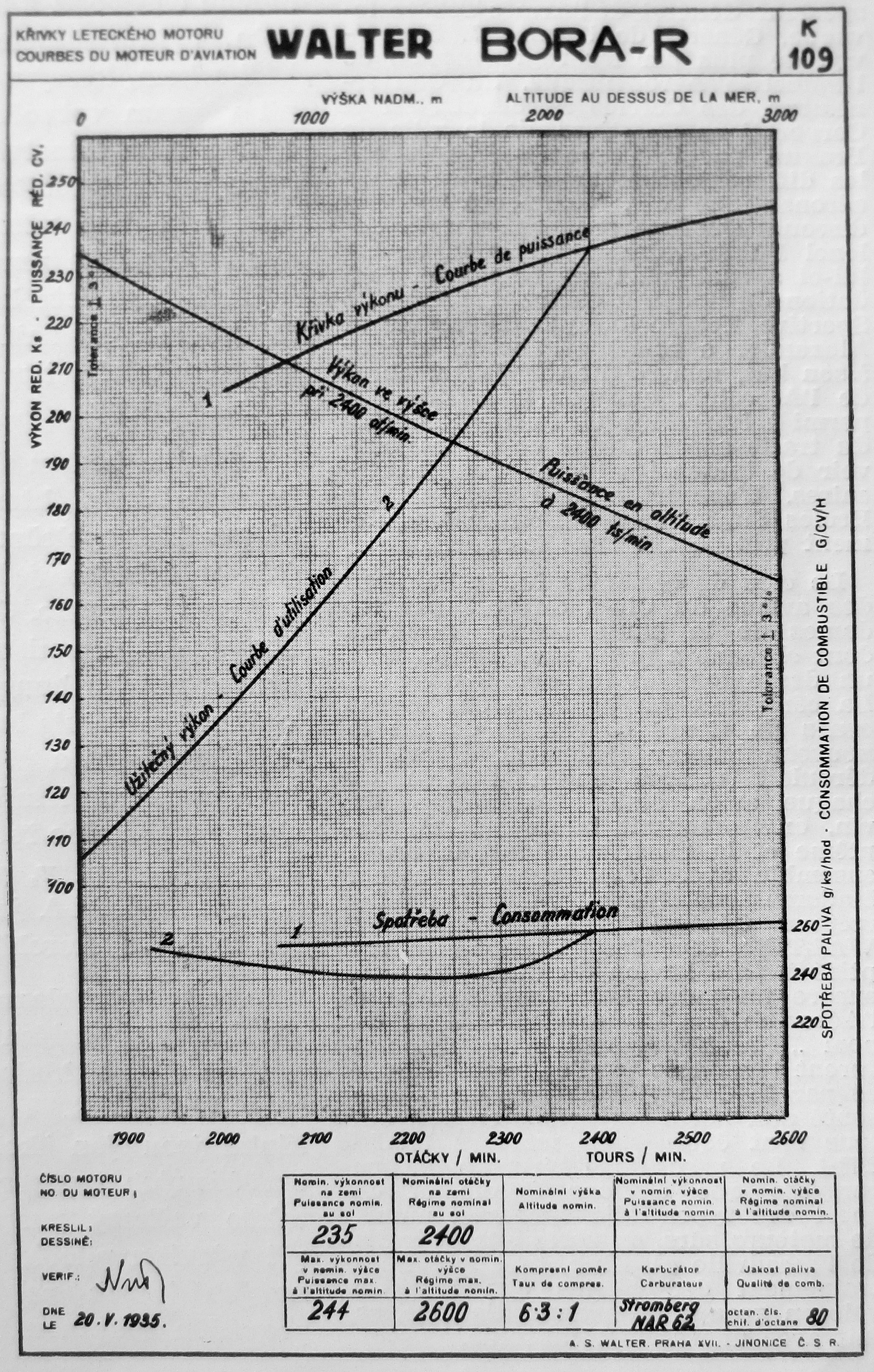
Walter Bora-R, charakteristiky (1934)

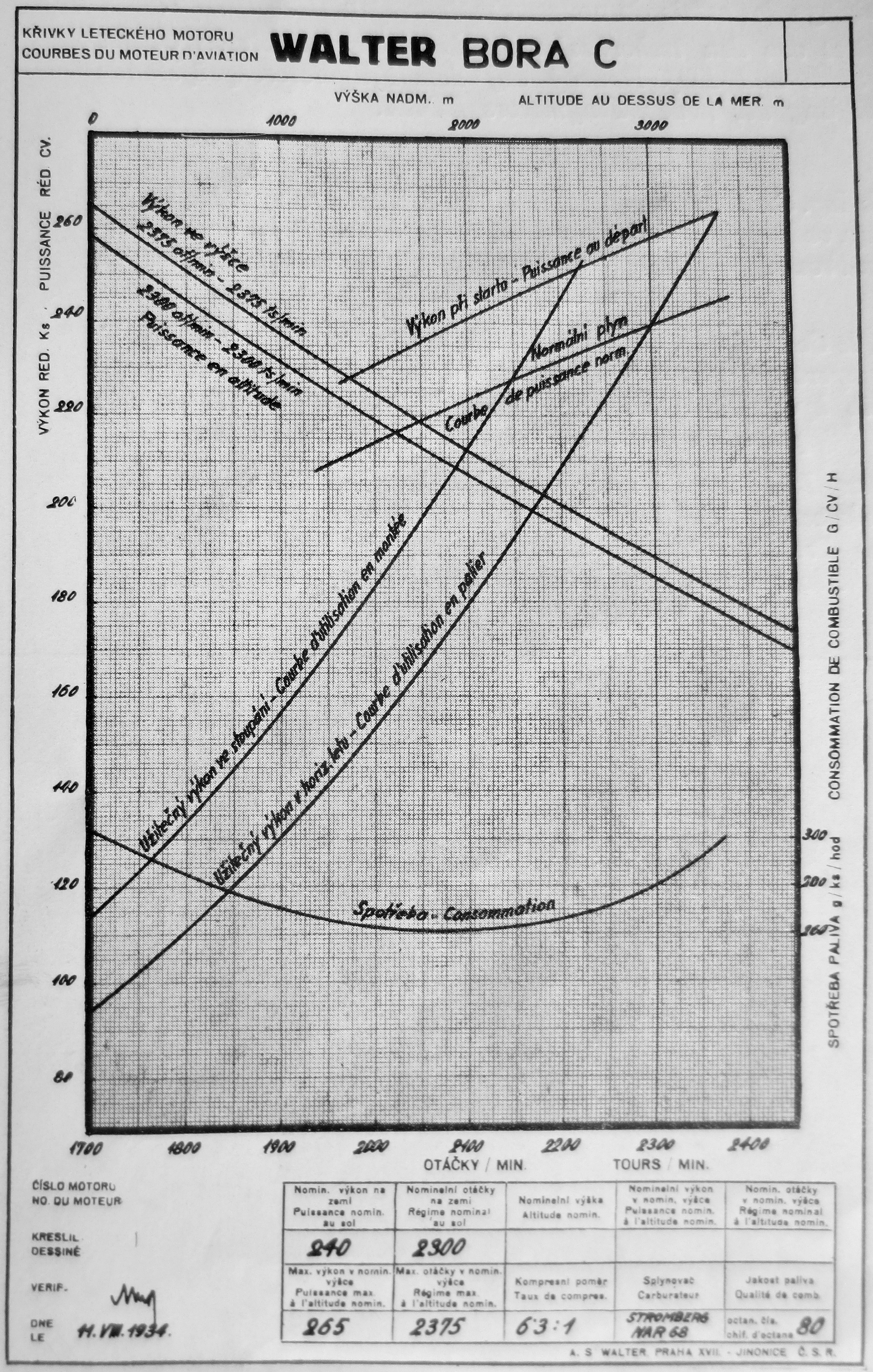
Walter Bora-C, charakteristiky (1934)

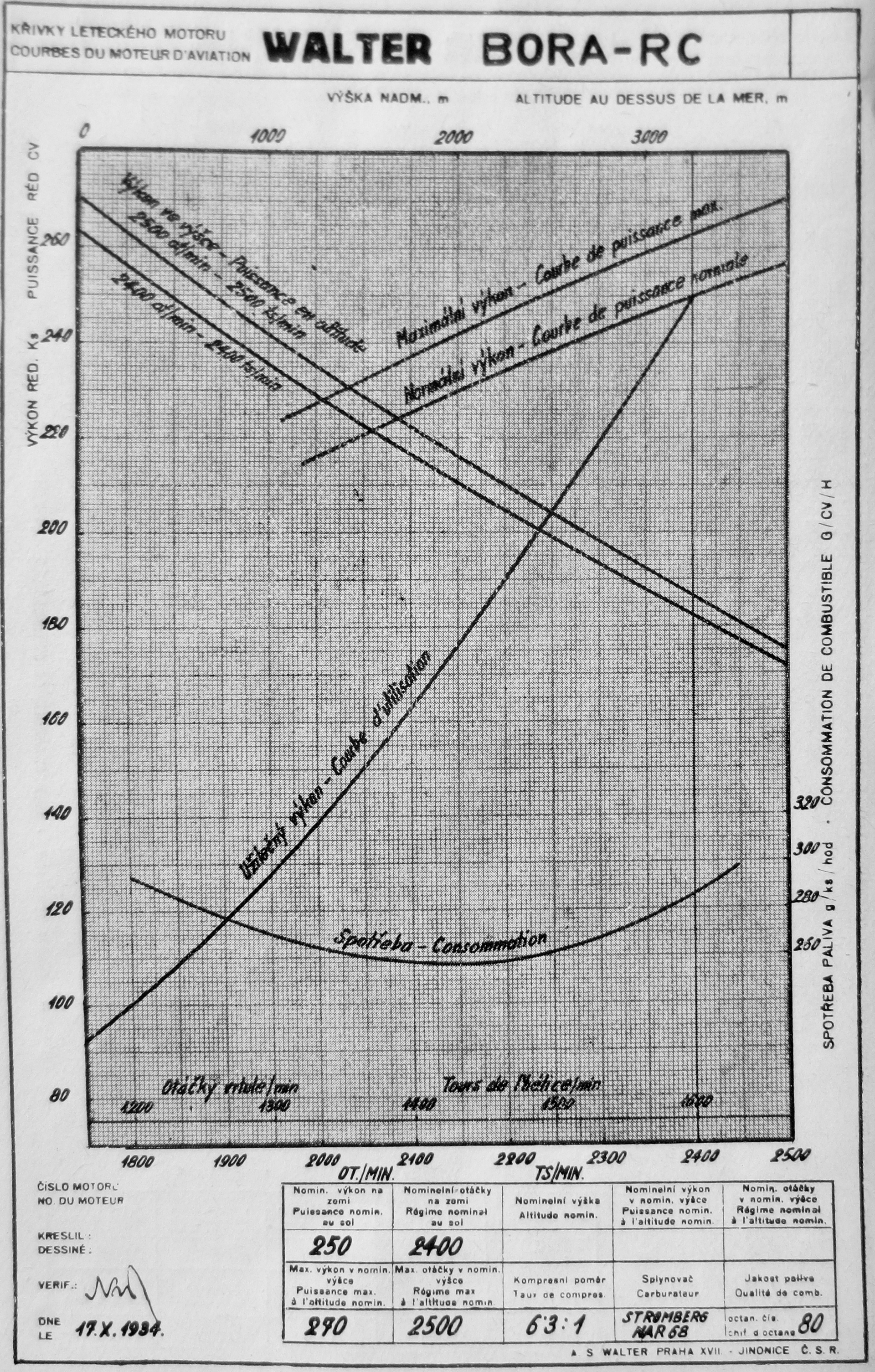
Walter Bora-RC, charakteristiky (1934)

Letecký motor Walter Bora se uplatnil v československém letounu Aero-200, ale úspěšnější byl na zahraničních trzích. Byl jím osazen polský letoun RWD-9W, italské letouny Nardi FN.305 a SIAI-Marchetti SM.101 a německý letoun Fieseler.
Aero A-200 byl jednomotorový čtyřmístný (2 + 2) dolnoplošník celokovové konstrukce z roku 1934, s křídly sklopnými podél trupu a podvozkem záďového typu s ostruhou. Aero A-200 byl první dolnoplošník v historii továrny Aero a byl konstruován (konstruktér Antonín Husník) jako turistický a sportovní typ pro mezinárodní závody letadel Challenge 1934 na základě objednávky Ministerstva veřejných prací. Motor Walter Bora byl zakryt aerodynamickým prstencem typu NACA. V čele motoru byl spirálový chladič oleje a za motorem sběrač vzduchu. Dvoulistová vrtule měla křídla z elektronu, které byly na zemi stavitelné. Nádrže paliva a oleje byly vyrobeny z elektronu.
Sportovní a turisticky polský letoun RWD-9W, z roku 1934 byl čtyřmístný (2+2) hornokřídlý jednoplošník postavený týmem konstruktérů RWD v továrně DWL ve Varšavě na základě zkušeností získaných s předchozím typem RWD-6. V roce 1934 byly postaveny 4 letouny RWD-9W s motorem Walter Bora (registrace SP-DRA, SP-DRB, OK-AMC, OK-AMD), který byl zakryt aerodynamickým prstencem typu Townend. Motor byl opatřen kovovou, dvoulistou vrtulí, stavitelnou na zemi. Benzínové nádrže byly umístěny v křídlech a v trupu za kabinou se dvěma páry sedadel. V soutěži Challenge 1934 startovali na těchto letounech šéfpilot Anderle a škpt. Pochop (OK-AMD, - AMC) a Poláci Florjanowicz, Henryk Skrzypiňski a Stanisław Płonczyński.
Letoun Nardi FN.305 zkonstruovala v roce 1937 továrna bratří Nardiů jako sportovní stroj smíšené konstrukce se zatahovacím podvozkem. Původně byl osazen hvězdicovým sedmiválcem Fiat A.70S s výkonem 200 koní nebo invertním řadovým šestiválcem Alfa 115 I o výkonu 185 k. Nardiové dále pokračovali ve vývoji svého typu. V roce 1938 pak začaly práce na typu FN.305D, což byla speciální dálková verze. Letoun poháněl motor Walter Bora s výkonem 147 kW (200 k), příď byla prodloužena a pilotní prostor posunut dozadu. První letoun dálkové verze s doletem až 6000 km této verze byl jednomístný, kde nádrže obsadily celou střední část letounu a pilotova kabina byla posunuta až před kormidla. Letoun zakoupilo Rumunsko (YR-POP), které plánovalo uskutečnit přelet Atlantiku, ale vypuknutí války však vše zmařilo. Druhý letoun ve dnech 5. a 6. března 1939 (I-UEBI) přeletěl bez mezipřistání z Guidonie u Říma (Airport Alfredo Barbieri Guidonia) do Addis Abeby v okupované Etiopii. Vzdálenost 4500 km překonal průměrnou rychlostí 240 km/h. Motor Walter Bora II byl alternativně instalován i u následujícího typu letounu Nardi FN.310.
Letoun SIAI-Marchetti SM.101 byl italský jednopilotní lehký dopravní jednoplošník navržený a postavený společností Società Italiana Aeroplani Idrovolanti Savoia-Marchetti. Měl uzavřenou kabinu pro dvoučlennou posádku a šest pasažérů. Jediný letoun s tímto motorem byl vyroben až v II. světové válce roku 1940, ale firma rozhodla, že ve vývoji nebude pokračovat a rozhodla pro letoun se dvěma motory, což byl pozdější, poválečný typ SM.102.
Bulletin Walter oznámil v prosincovém čísle ročníku 1934, že mistr světa v letecké akrobacii a známý konstruktér Gerhard Fieseler, letecké eso I. světové války, montuje do svých nových letadel motor Walter Bora, ovšem bez dalších podrobností. Lze se jenom domnívat, že se jednalo o Fieseler F 6 (D-EBIX), dvoumístné cvičné a sportovní letadlo vyvinuté, postavené a zalétané u Gerhard-Fieseler-Werke GmbH v Kasselu, protože důkazy o tom nejsou.
Motor byl úspěšný v leteckých soutěžích. Hned v roce 1934 Aeroklub RČs. přihlásil 4 letouny s motory Bora do Mezinárodního závodu turistických letadel Evropou (Challenge International de Tourisme), který vyvrcholil v polské Varšavě. Na trati dlouhé 14313 km a hlavně na cílovém letišti byly bodovány: min. rychlost, start, přistání, technické vlastnosti, spotřeba, montáž atd. Piloti mjr. Ján Ambruš a kpt. Vojtěch Žáček z Aera (oba na Aero A-200, imatrikulace OK-AMB, OK-AMA) obsadili s motory Bora 4. a 14. příčku a společně tento tým 2 letounů zvítězil v teamové ceně národů. Jednalo se o jediné 2 vyrobené kusy tohoto závodně-sportovního letounu Aero A-200. Šéfpilot továrny Letov Jan Andrle (RWD-9W, OK-AMC) a polský letec Henryk Skrzypiňski (RWD-9W, SP-DRB) startovali rovněž s motory Bora a obsadili v individuální klasifikaci 8. a 15. místo. Druhý, český pilot Pavel Pochop přihlášený na letounu RWD-9W (OK-AMD) nestartoval, protože těsně před soutěží havaroval a letoun již nebyl do startu závodu opraven. Letouny s motory Walter Bora tak obsadily v Mezinárodní soutěži turistických letadel 1934 (Challenge International de Tourisme) 4., 8., 14. a 15. místo. Soutěž dokončilo 19 strojů z 34 startujících.
Škpt. Pavel Pochop startoval s „vypůjčeným“ letounem RWD-9W (OK-AMC) až na Národním letu Republiky Československé (I. ročník, 29.-30. září) a obsadil v konečném pořadí 10. místo. V tomto závodě zvítězil ing. B. Šimůnek s navigátorem dr. Janatkou na letounu Letov Š-118 (OK-IPU) s motorem Walter NZ-85.

## Varianty
- Bora: 147 kW (200 k) při 2150 ot/min
- Bora-C: s kompresorem, 176 kW (240 k) při 2300 ot/min
- Bora-R: s reduktorem, 173 kW (235 k) při 2400 ot/min
- Bora-RC: s reduktorem a s kompresorem, 184 kW (250 k) při 2400 ot/min
- Bora II: bez reduktoru a kompresoru, 155 kW (210 k) při 2200 ot/min
- Bora II-R: s reduktorem, 169 kW (230 k) při 2400 ot/min[19]

## Aplikace
- Aero A-200
- RWD-9 (s tímto motorem RWD-9W)
- Nardi FN.305 (s motorem Walter Bora typ FN.305D)
- Nardi FN.310
- SIAI-Marchetti SM.101

## Technická data
- Typ: čtyřdobý zážehový vzduchem chlazený hvězdicový letecký devítiválec[20][21]

- Počet válců: 9
- Celková plocha pístů: 779 cm²
- Rozvod: OHV, dvouventilový
- Mazání: tlakové oběžné, se suchou klikovou skříní
- Pohon: třílistá na zemi stavitelná elektronová vrtule
- Chlazení: vzduchové
- Zapalování: 2 magneta Scintilla MN9 DF
- Karburátor: Stromberg NAR 62 (Bora), NAR 68 (ostatní)
- Hmotnost vrtulové hlavy: 5,5–7,0 kg
- Hmotnost mechanického spouštěče Mechano 4: 5,3 kg
- Hmotnost benzinového čerpadla AM Rot.00: 1,45 kg

| Označení motoru                      | Walter Bora I                          | Walter Bora-C                          | Walter Bora-R                          | Walter Bora-RC                         |
| ------------------------------------ | -------------------------------------- | -------------------------------------- | -------------------------------------- | -------------------------------------- |
| Výroba od                            | 1934                                   | 1934                                   | 1934                                   | 1934                                   |
| Vrtání                               | 105 mm                                 | 105 mm                                 | 105 mm                                 | 105 mm                                 |
| Zdvih                                | 120 mm                                 | 120 mm                                 | 120 mm                                 | 120 mm                                 |
| Vnější průměr motoru                 | 1 096 mm                               | 1 096 mm                               | 1 096 mm                               | 1 096 mm                               |
| Celková délka motoru se startérem    | 880 mm                                 | 960 mm                                 | 1028 mm                                | 1108 mm                                |
| Zdvihový objem motoru                | 9 351 cm³                              | 9 351 cm³                              | 9 351 cm³                              | 9 351 cm³                              |
| Kompresní poměr                      | 6,3:1                                  | 6,3:1                                  | 6,3:1                                  | 6,3:1                                  |
| Převod na vrtuli                     | -                                      | -                                      | 2:3 (0,667)                            | 2:3 (0,667)                            |
| Převod na kompresor                  | -                                      | 8,3:1                                  | -                                      | 8,3:1                                  |
| Jmenovitý výkon                      | 147,1 kW / 200 k při 2150 ot/min       | 176,5 kW / 240 k při 2300 ot/min       | 176,5 kW / 240 k při 2500 ot/min       | 183,9 kW / 250 k při 2400 ot/min       |
| Vzletový výkon                       | 161,8 kW / 220 k při 2300 ot/min       | 194,9 kW / 265 k při 2375 ot/min       | 180,9 kW / 246 k při 2600 ot/min       | 198,6 kW / 270 k při 2500 ot/min       |
| Hmotnost suchého motoru              | 165 kg                                 | 176 kg                                 | 172 kg                                 | 182 kg                                 |
| Poměr jmenovitého výkonu k hmotnosti | 0,89 kW/kg                             | 1,00 kW/kg                             | 1,00 kW/kg                             | 1,01 kW/kg                             |
| Poměr jmenovitého výkonu k objemu    | 15,7 kW·l−1 / 21,4 k·l−1               | 18,9 kW·l−1 / 25,7 k·l−1               | 18,9 kW·l−1 / 25,7 k·l−1               | 19,7 kW·l−1 / 26,7 k·l−1               |
| Spotřeba paliva                      | 320–340 g·h−1·kW−1 / 235–250 g·h−1·k−1 | 353–380 g·h−1·kW−1 / 260–280 g·h−1·k−1 | 326–353 g·h−1·kW−1 / 240–260 g·h−1·k−1 | 353–380 g·h−1·kW−1 / 260–280 g·h−1·k−1 |
| Spotřeba oleje                       | 6,8–13,6 g·kW−1·h−1 / 5–10 g·k−1·h−1   | 13,6–16,3 g·kW−1·h−1 / 10–12 g·k−1·h−1 | 16,3–20,4 g·kW−1·h−1 / 12–15 g·k−1·h−1 | 16,3–20,4 g·kW−1·h−1 / 12–15 g·k−1·h−1 |
| Předepsané palivo                    | oktanové číslo min. 75                 | oktanové číslo min. 80                 | oktanové číslo min. 80                 | oktanové číslo min. 80                 |

| Označení motoru                      | Walter Bora II                         | Walter Bora II-R                       |
| ------------------------------------ | -------------------------------------- | -------------------------------------- |
| Výroba od                            | 1935                                   | 1935                                   |
| Vrtání                               | 105 mm                                 | 105 mm                                 |
| Zdvih                                | 120 mm                                 | 120 mm                                 |
| Vnější průměr motoru                 | 1 072 mm                               | 1 072 mm                               |
| Celková délka motoru se startérem    | 880 mm                                 | 1028 mm                                |
| Zdvihový objem motoru                | 9 351 cm³                              | 9 351 cm³                              |
| Kompresní poměr                      | 6,3:1                                  | 6,3:1                                  |
| Převod na vrtuli                     | -                                      | 3:2 (0,667)                            |
| Jmenovitý výkon                      | 154,455 kW / 210 k při 2200 ot/min     | 169,165 kW / 230 k při 2400 ot/min     |
| Vzletový výkon                       | 165,487 kW / 225 k při 2500 ot/min     | 180,197 kW / 245 k při 2600 ot/min     |
| Hmotnost suchého motoru              | 165 kg                                 | 172 kg                                 |
| Poměr jmenovitého výkonu k hmotnosti | 0,94 kW/kg                             | 0,98 kW/kg                             |
| Poměr jmenovitého výkonu k objemu    | 16,5 kW·l−1 / 22,5 k·l−1               | 18,1 kW·l−1 / 24,6 k·l−1               |
| Spotřeba paliva                      | 320–340 g·h−1·kW−1 / 235–250 g·h−1·k−1 | 326–353 g·h−1·kW−1 / 240–260 g·h−1·k−1 |
| Spotřeba oleje                       | 13,6–16,3 g·kW−1·h−1 / 10–12 g·k−1·h−1 | 16,3–20,4 g·kW−1·h−1 / 12–15 g·k−1·h−1 |
| Předepsané palivo                    | oktanové číslo min. 75                 | oktanové číslo min. 80                 |

## Galerie

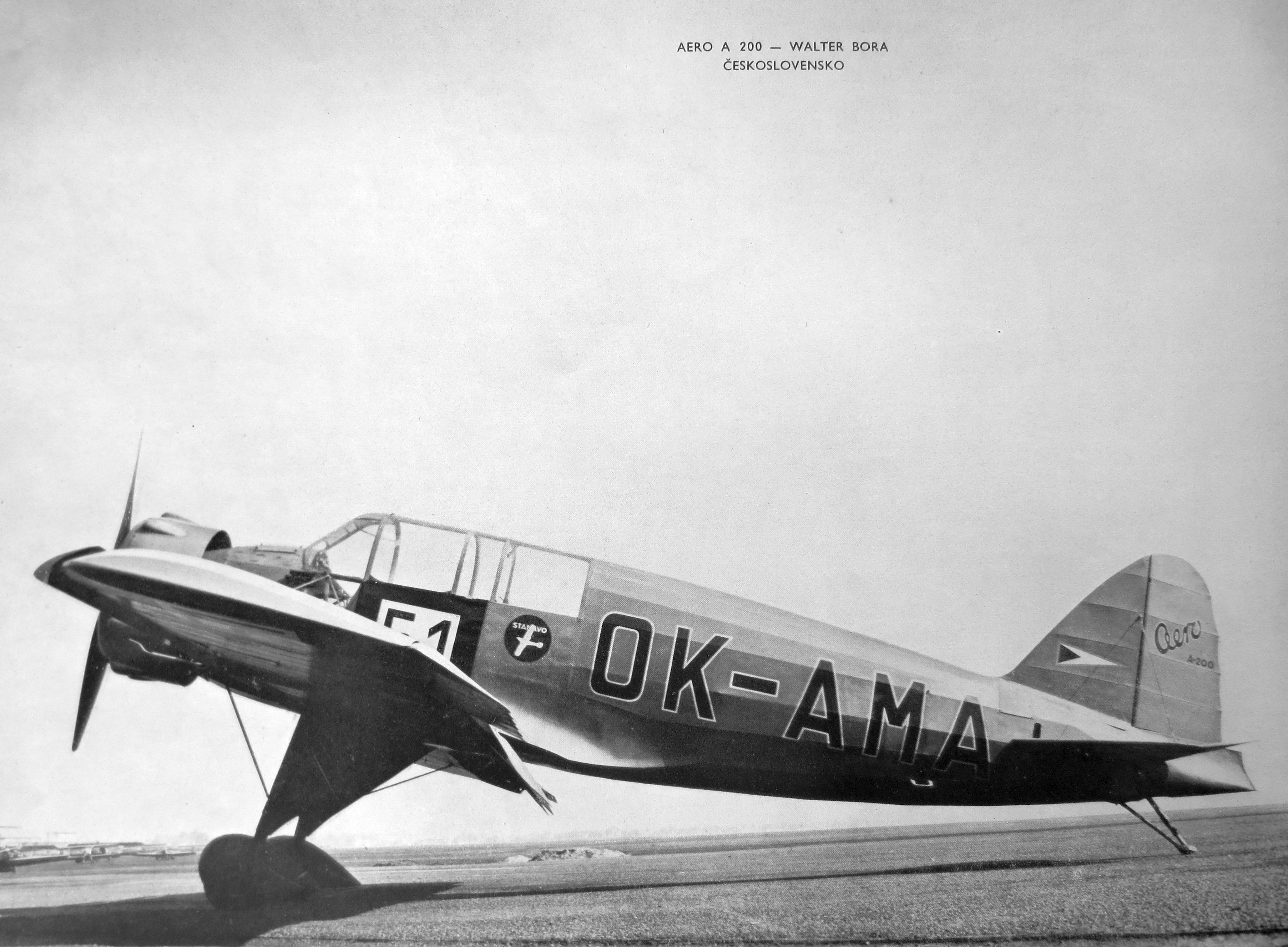
Walter Bora a Aero A-200, pilot Žáček (OK-AMA)
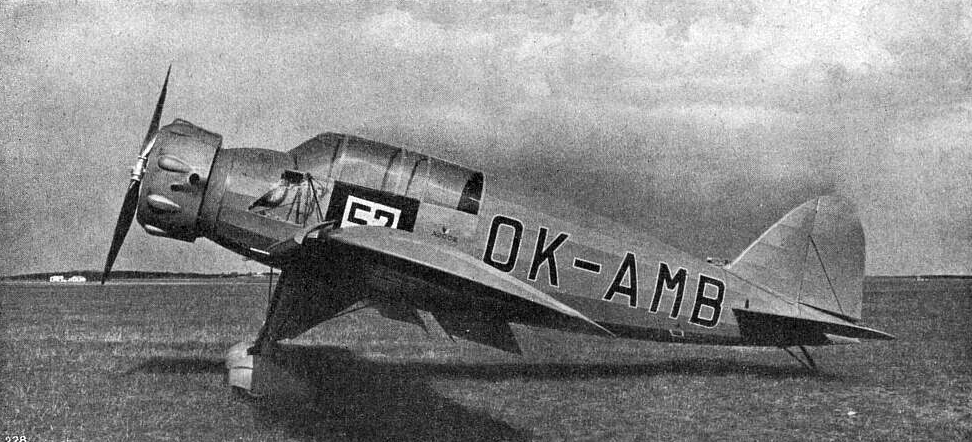
Walter Bora a Aero A-200, pilot Ambruš (OK-AMB)
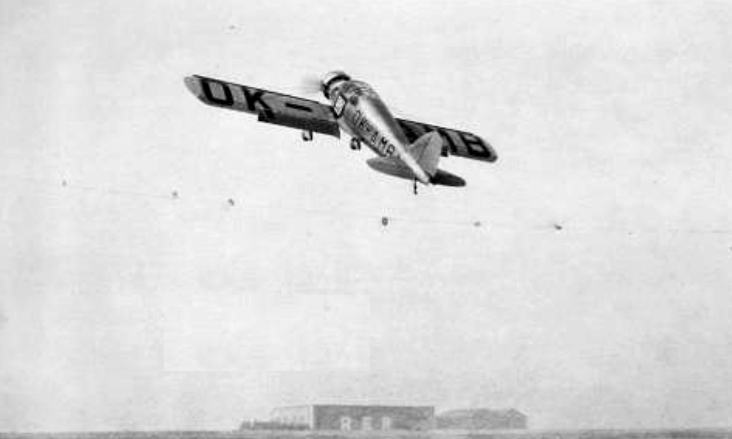
Walter Bora a Aero A-200 přelétává 8 m stěnu na Challenge 1934 (OK-AMA)
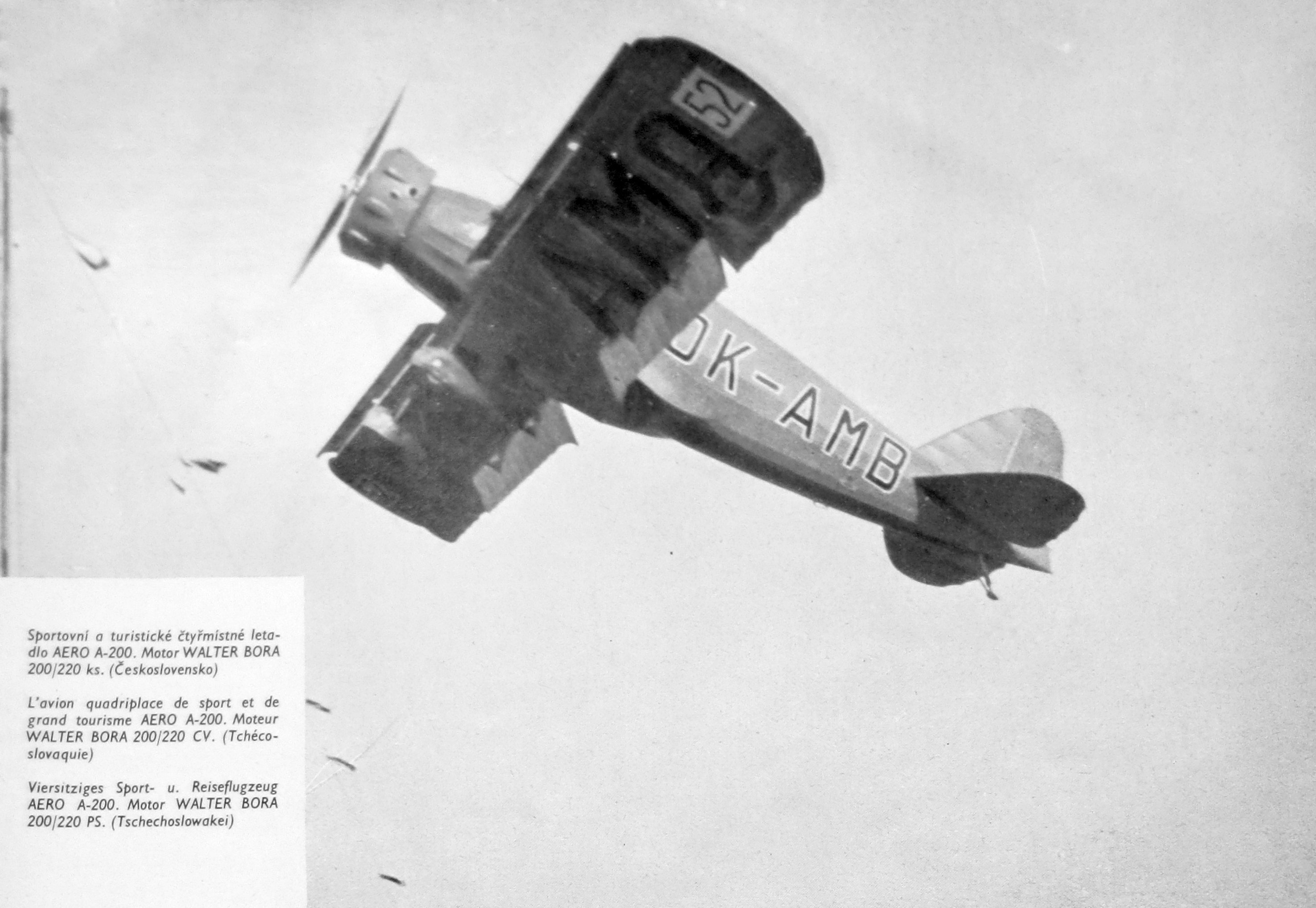
Walter Bora a Aero A-200 přelétává 8 m stěnu na Challenge 1934 (OK-AMB)
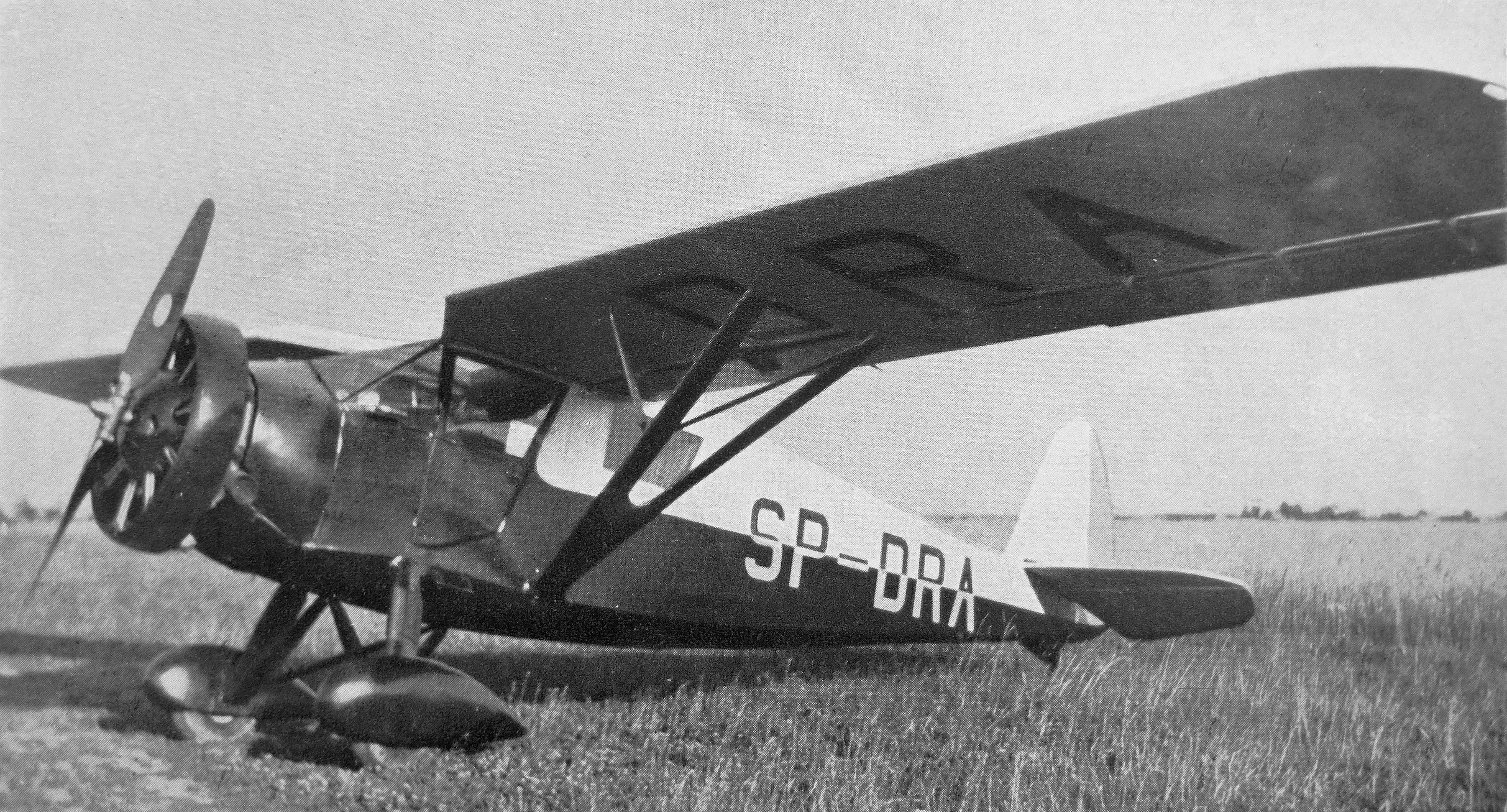
Walter Bora a RWD-9W, pilot Florjanowicz (Challenge 1934)
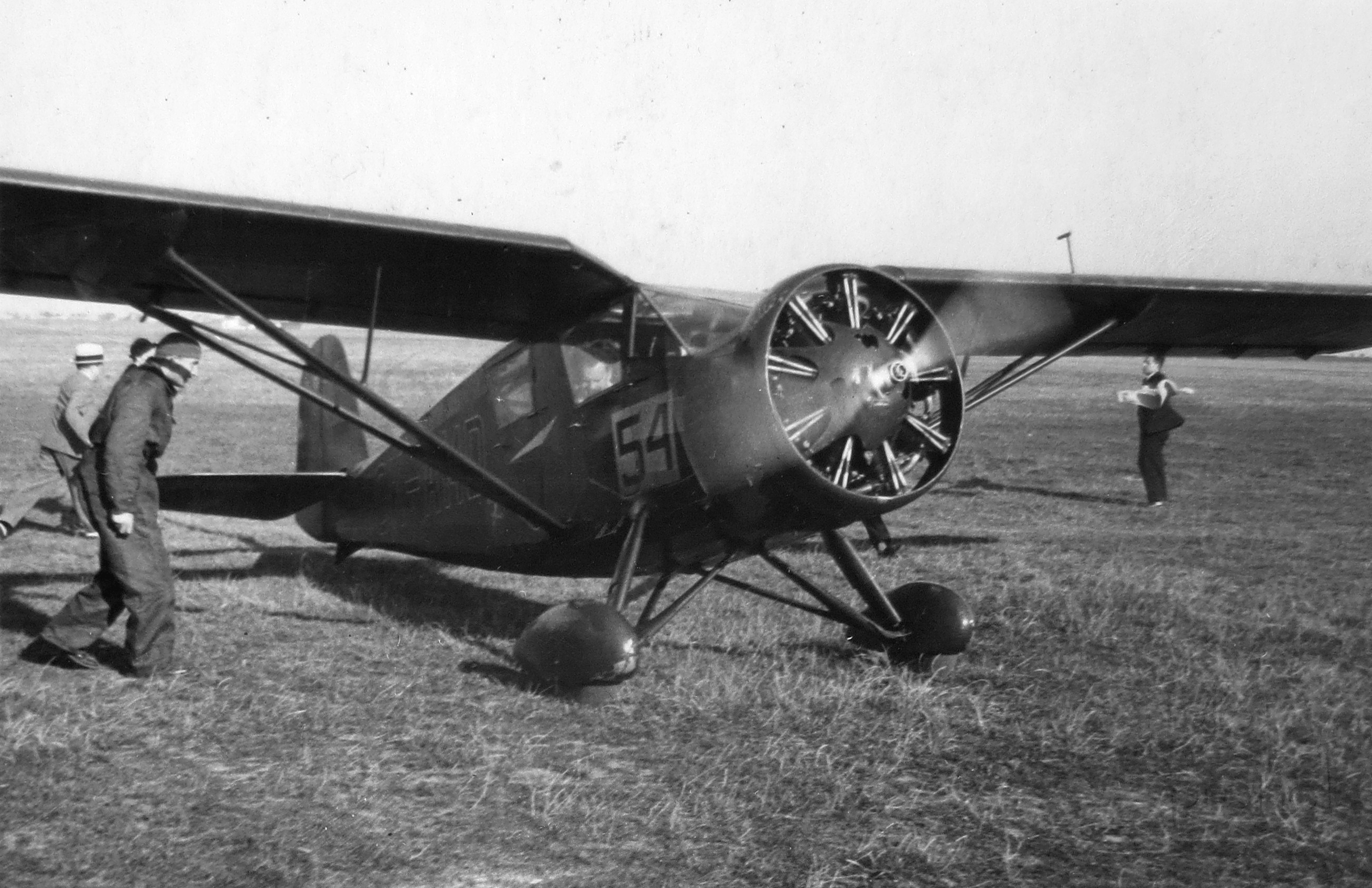
Walter Bora a RWD-9W, pilot Anderle (Challenge 1934)
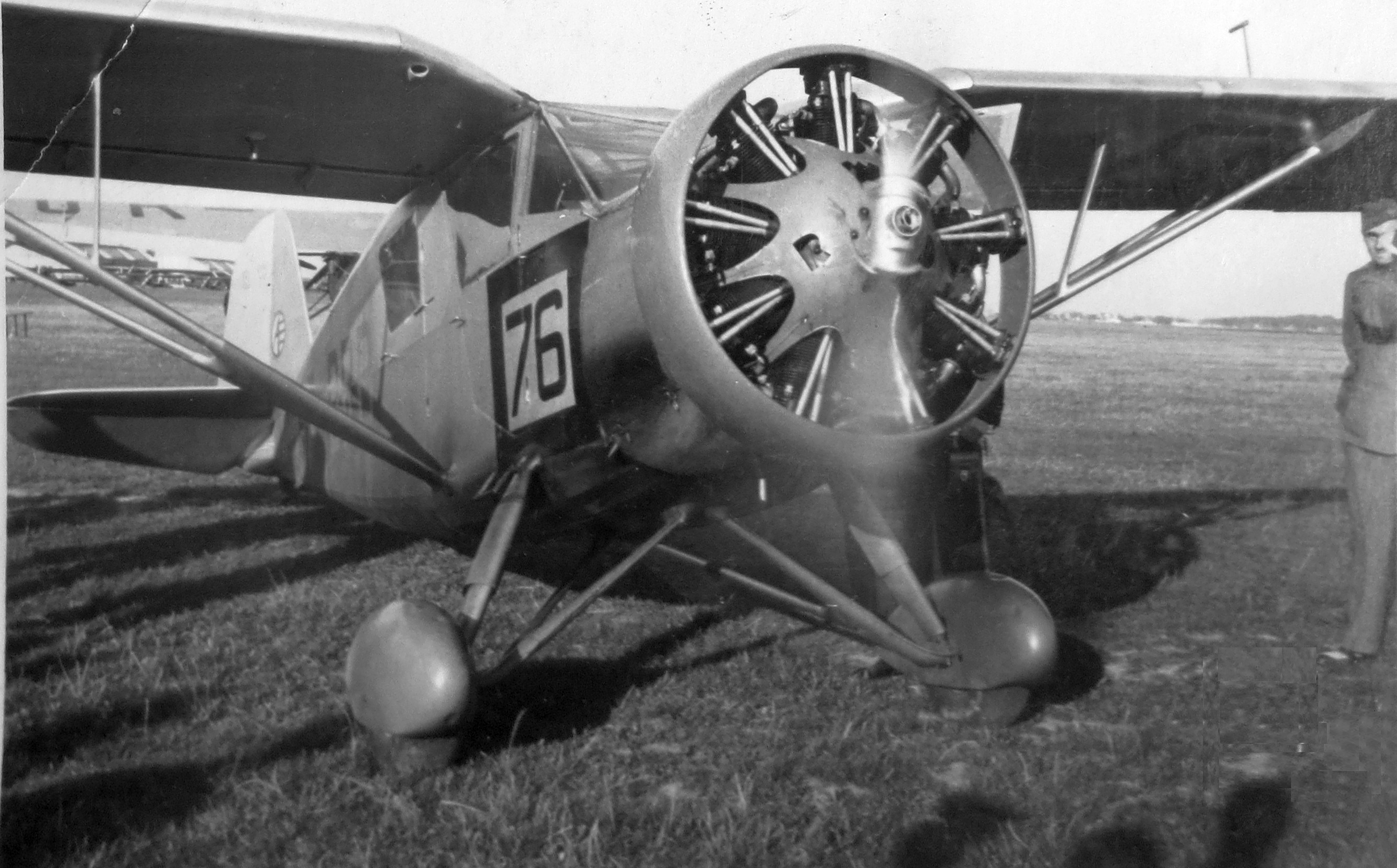
Walter Bora a RWD-9W, pilot Skrzypiňski (Challenge 1934)
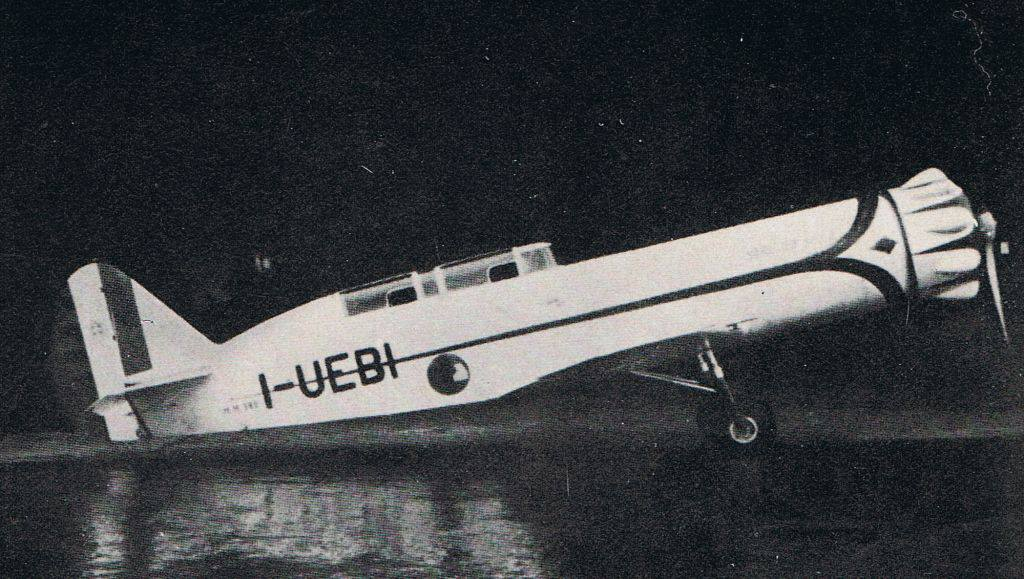
Walter Bora a Nardi FN.305D (I-UEBI)
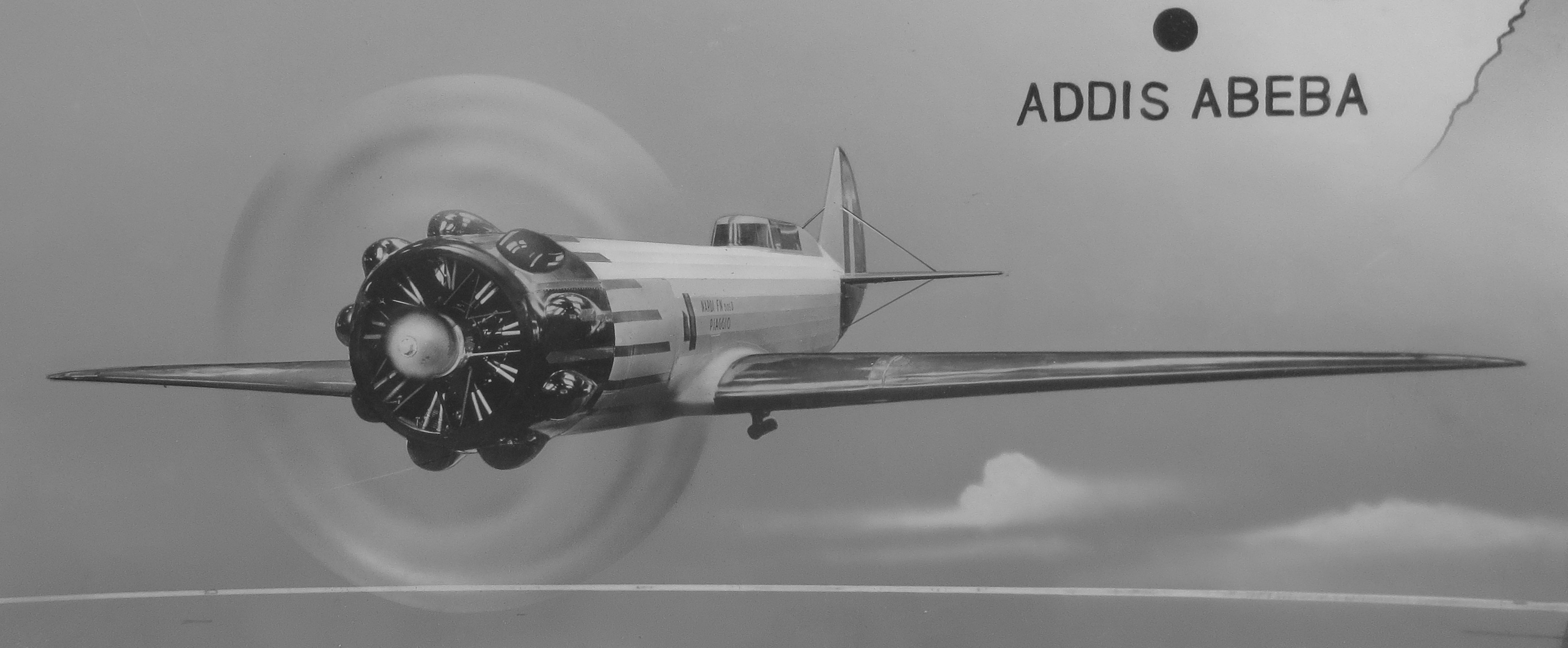
Walter Bora a Nardi FN.305D (1938)